# 23 Wall Street
23 Wall Street (también conocido como J.P. Morgan & Co. Building) es un edificio de oficinas en el distrito financiero de Manhattan en la ciudad de Nueva York (Estados Unidos). Tiene cuatro pisos y está situado en la esquina sureste de Wall Street y Broad Street. Fue diseñado en estilo neoclásico por Trowbridge & Livingston. Construido entre 1913 y 1914, originalmente fue la sede de J.P. Morgan & Co. Desde finales de la década de 2000, ha estado en desuso.
Su exterior es de sillería, con paredes de piedra caliza lisas perforadas por ventanas sin adornos. La planta baja se representa como un solo piano nobile alto sobre un sótano bajo; sobre él hay un segundo piso, una cornisa principal y dos pisos adicionales. Tras su finalización, pasó a ser conocido como la sede de J.P. Morgan & Co., la "Morgan House" (Casa Morgan), aunque su exterior nunca se firmó con el nombre de Morgan. La sala bancaria, que ocupaba casi toda la planta baja, albergaba oficinas y se utilizaba para transacciones bancarias. Este espacio tenía un artesonado con cúpula y, posteriormente, una gran araña de cristal. El equipo mecánico y las bóvedas estaban en el sótano, con oficinas ejecutivas e instalaciones para empleados en los pisos superiores.
23 Wall Street reemplazó al Drexel Building, que era la sede de Drexel, Morgan & Co. (el antecesor de J.P. Morgan & Co.). En 1920 se vio afectado por el atentado de Wall Street, pero J.P Morgan & Co. no eliminó las marcas de metralla en desafío a los perpetradores del atentado. En 1957, se unió al vecino 15 Broad Street, y los dos sirvieron como sede de J.P. Morgan & Co. hasta 1988. En los años 2000, se habló de convertirlos en un complejo de condominios. 23 Wall Street se vendió en 2008 a intereses asociados con el industrial multimillonario Sam Pa, pero luego permaneció prácticamente vacío.
Representado en numerosos medios de comunicación, el diseño simple de 23 Wall Street fue elogiado en gran medida tras su finalización. Fue designado un hito de la ciudad por la Comisión de Preservación de Monumentos Históricos de la ciudad de Nueva York en 1966 y se agregó al Registro Nacional de Lugares Históricos (NRHP) en 1972. Es una propiedad contribuidora del distrito histórico de Wall Street, creado en 2007.

## Sitio
23 Wall Street está en el distrito financiero de Manhattan en la ciudad de Nueva York, en la esquina sureste de Broad Street al oeste y Wall Street al norte. El terreno tiene un frente de unos 34 m a lo largo de Broad Street y 48 m a lo largo de Wall Street. Limita con 15 Broad Street al sur y al oeste. Otros edificios cercanos incluyen la bolsa de Nueva York al oeste; 14 Wall Street al noroeste; Federal Hall en 26 Wall Street al norte; y 40 Wall Street al noreste. En su exterior hay una entrada directa a la estación de Broad Street del metro de Nueva York, por la quepasan las líneas J y Z.
En el sitio del 23 Wall Street se elevaba el Drexel Building de estilo Segundo Imperio, que era la sede de Drexel, Morgan & Co., la empresa predecesora de J.P. Morgan & Co. Terminado en 1873, tenía un techo abuhardillado y paredes de mármol. Sus siete pisos habían sido conectados por un ascensor de vapor, una de las primeras instalaciones de este tipo en la ciudad. El Registro y Guía de Bienes Raíces lo caracterizó como "el segundo edificio ignífugo de importancia" construido en Nueva York, después del Equitable Life Building.

## Arquitectura
Trowbridge y Livingston diseñaron 23 Wall Street en estilo neoclásico. Marc Eidlitz fue el principal contratista, aunque muchos otros ingenieros y contratistas participaron en la obra. 23 Wall Street sirvió como sede de J.P. Morgan & Co., la "Casa de Morgan", y fue apodado "La Esquina". J.P. Morgan, el jefe del banco cuando se planeó el edificio, dictó muchos aspectos de su diseño. A diferencia de los rascacielos de los alrededores, 23 Wall Street se construyó con solo cuatro pisos. Originalmente iba a tener cinco niveles de entresuelo intermedios, lo que llevó a la revista Architecture and Building a caracterizarlo como un edificio de nueve pisos.
El edificio tiene la forma de un heptágono irregular, con una esquina achaflanada en su entrada principal en las calles Wall y Broad, así como un "patio de luces" en el lado este el tercer y cuarto piso. La esquina sureste tiene una extensión que sobresale ligeramente del límite sur del lote. La esquina de la entrada principal, frente a la intersección de las calles Wall, Broad y Nassau, tenía la intención de hacer que la intersección pareciera una plaza pública fuera del Federal Hall. Cuando se diseñó el edificio, Morgan había estipulado que los arquitectos incluyeran una entrada en esa esquina. El ángulo agudo de la intersección llevó a Trowbridge & Livingston a diseñar esa entrada como un chaflán, lo que resultaba más atractivo desde el punto de vista arquitectónico. La fachada se eleva unos 26 m sobre el nivel de la calle. Debido a la forma irregular, solo ocupa 28 m en Broad Street y 41 m en Wall Street, o unos 6 m menos que el frente del lote a cada lado.

### Fachada

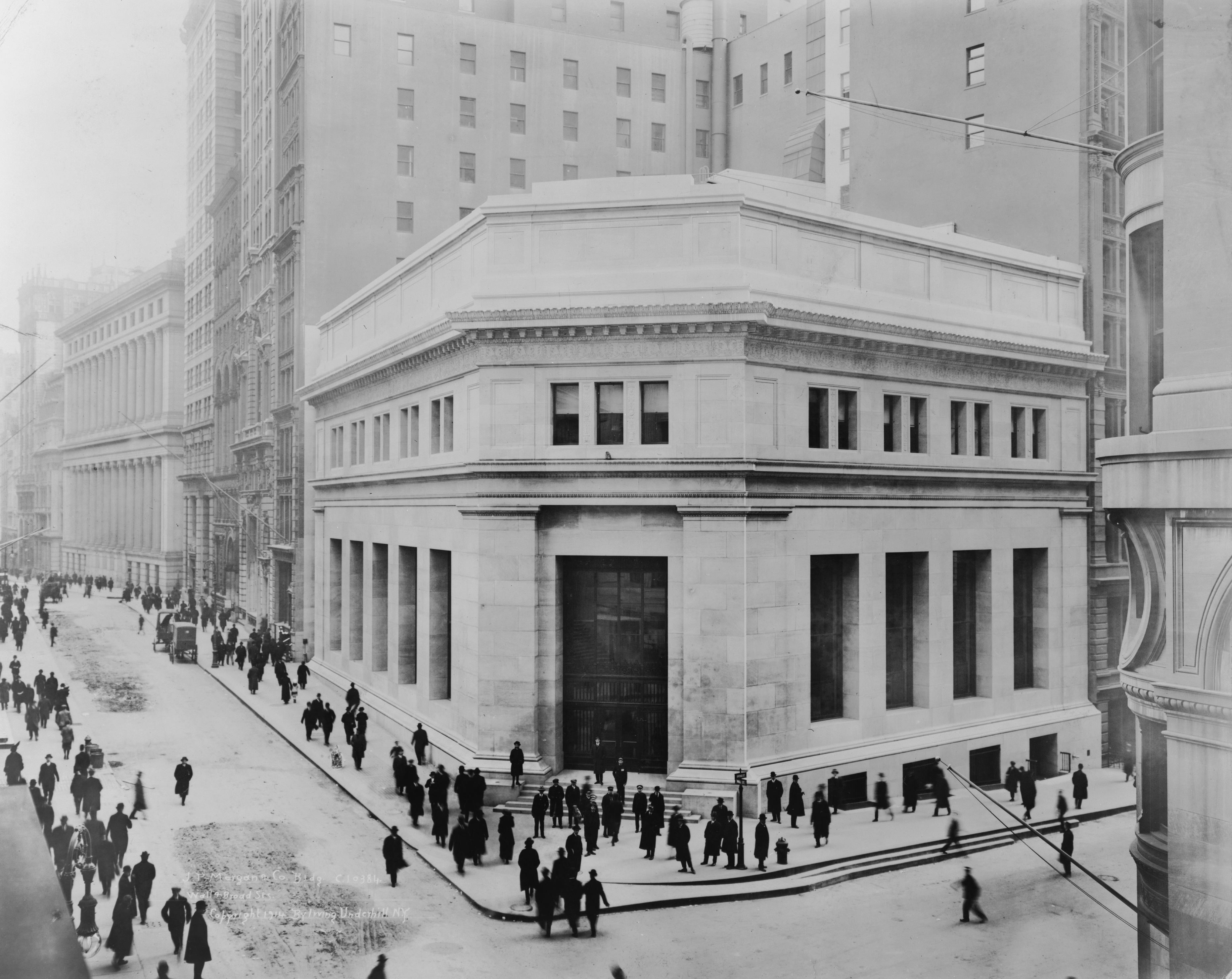
Visto en 1914

La fachada está hecha de sillería y mármol rosa de Tennessee, de acuerdo con la solicitud de Morgan de que el mármol sea idéntico al utilizado en su Biblioteca de la residencia de la calle 36. Cada uno de los bloques de mármol se colocó horizontalmente, con una sección transversal de 0,9 por 0,9 m y una longitud de 2,1 a 6,7 m Para proporcionar el mármol para el proyecto, los Morgan utilizaron su propia cantera en Knoxville. Las paredes tienen un diseño de astylar, con ventanas sin adornos en revelaciones profundas. La fachada tiene varios hoyos causados por la metralla del atentado de Wall Street, que ocurrió fuera del edificio en 1920.
El primer piso se presenta como un piano nobile alto sobre un sótano bajo. Encima hay un segundo piso más corto y el tercer piso sin ventanas; el cuarto está retranqueado y no es visible desde el nivel de la calle. La cornisa principal, entre el segundo y el tercer piso, está inspirada en la arquitectura renacentista italiana y envuelve los lados norte, noroeste y oeste. Un ático que tiene maquinaria de aire acondicionado está encima del techo original.
La entrada principal es a través de la esquina achaflanada en las calles Wall y Broad; la esquina mide 10 m ancho. Un corto tramo de cinco escalones conduce desde la acera a la gran abertura de entrada rectangular, que está ligeramente empotrada en la fachada. La abertura de entrada tiene un juego de puertas de bronce y vidrio debajo de un travesaño de bronce y vidrio. A ambos lados de la abertura de entrada, las paredes de las esquinas biseladas están diseñadas para parecerse a pilastras. Morgan había estipulado que no habría letreros con el nombre de la empresa en ninguna de las pilastras, ya que planeaba agregar elementos decorativos, pero murió antes de que se finalizaran los planos. Finalmente, nunca se colocó una placa con el nombre sobre la entrada principal, ya la simple fachada adquirió fama mundial. El dintel sobre la entrada es una sola piedra continua que mide 6 por 1 por 1 m y fue en su momento una de las piedras más grandes jamás llevadas a Nueva York. Sobre la entrada principal, en el segundo piso, hay un solo conjunto de tres ventanas. La entrada de la esquina a veces se conocía simplemente como "The Corner" (La esquina).
Los restos de las fachadas de Wall y Broad Street son similares, excepto que la fachada de Broad Street tiene cuatro tramos verticales, mientras que la de Wall Street tiene cinco. En cada tramo, hay una ventana rectangular alta que se abre a nivel del suelo, así como un par de aberturas más pequeñas en el entrepiso. Cada una de las ventanas de la planta baja mide 7 m de altura y 4 m ancho. También hubo aberturas de ventanas en el nivel del sótano, posteriormente rellenadas con mármol. Otra entrada en Broad Street conducía al departamento de transferencias en el sótano.

### Características

#### Subestructura y sótano
Los cimientos de los muros exteriores estaban hechos de coferdanes que se extendían 20 m en el lecho rocoso subyacente. El hormigón utilizado en los coferdanes tenía de 2 m grueso. El perímetro del sitio fue excavado con cajones neumáticos con un promedio de 2,1 por 8,5 m, después de lo cual se excavó el centro del lote a una profundidad de 17 m Los cimientos se construyeron para que fueran lo suficientemente fuertes como para soportar una torre de al menos 30 pisos.
Se accedía al sótano a través de un ascensor y escaleras en la parte trasera de la planta baja, así como a través de la entrada secundaria en Broad Street. Tenía una bóveda de tres pisos que, en el momento de la finalización del edificio, la revista Architecture describió como "una de las más grandes que existen". El interior de la bóveda medía 5,5 por 6,7 m o 7 por 8,2 m Una escalera y un ascensor conectaban sus tres niveles. Las paredes de la bóveda tenían 1 m de espesor y estaban formados por capas de acero reforzadas con hormigón. La puerta de la bóveda circular, hecha de un compuesto de acero, pesaba 45 LT; 45 t pero se podía abrir con una sola mano. El espacio restante en el sótano se utilizó para albergar los sistemas mecánicoss, los de calefacción y ventilación, así como las bóvedas y los almacenes.

#### Planta baja

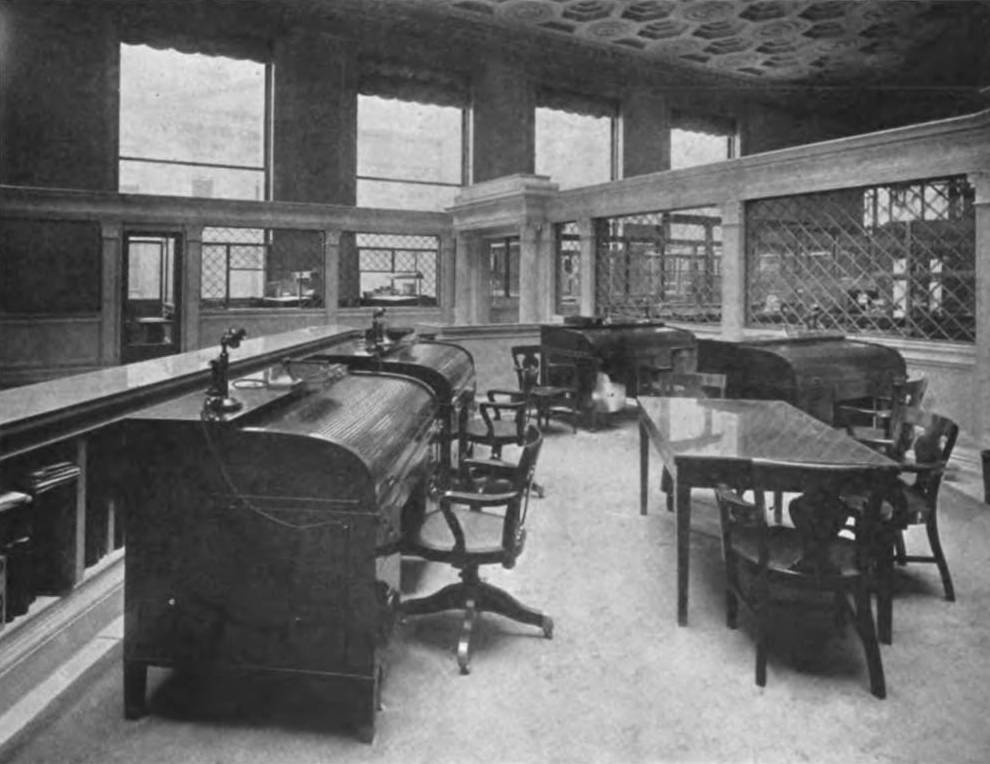
Una oficina en la planta baja

Toda la planta baja se diseñó como un enorme espacio simétrico de doble altura con particiones de una sola altura. El tamaño pequeño e irregular del lote hizo que Trowbridge & Livingston no pudiera desperdiciar espacio en el diseño. Justo dentro de la entrada principal había una antesala con una escalera a la izquierda y un ascensor a la derecha, que conducía a las oficinas ejecutivas del piso superior. El espacio principal de la planta baja cubría 1394 m² y tenía un artesonadode 9,1 m con patrón de hexágonos y círculos dorados. En el centro de la habitación había una claraboya abovedada poco profunda, con un diámetro de 11 m. Durante una renovación a principios de la década de 1960, el yeso reemplazó la cúpula de vidrio, y se instaló una enorme lámpara de araña de cristal debajo del centro de la cúpula. El candelabro estilo Luis XV de 1900 piezas se retiró y se colocó en 15 Broad Street durante una renovación de ese edificio en la década de 2000.
En el centro de la habitación, había un vestíbulo principal con forma de hexágono irregular. Albergaba salas de funcionarios bancarios y un salón público. Tenía piso de mosaico y estaba rodeado por una pantalla de mármol rosa de Knoxville con rejillas de bronce y vidrio, así como columnas de mármol de Skyros. Había tallas de estilo renacentista italiano esculpidas por Charles Keck en la pantalla. A un lado de la pantalla había representaciones del mar, la tierra y el aire, inspiradas en la mitología griega. Decorando el otro lado estaba Hiawatha, un personaje mitológico que representa la agricultura y las artes. Los símbolos del zodiaco se colocaron en el centro del piso, ya que los signos del zodiaco eran un emblema del club de J.P. Morgan. en la renovación de principios de la década de 1960 se reemplazó la pantalla con barandillas de mármol más cortas.
Las paredes exteriores de la planta baja tenían un revestimiento de madera de 3 m alto. Sobre este había grandes paneles de mosaico con marcos de mármol. A lo largo de las paredes oeste y sur del vestíbulo hexagonal, a la derecha de la entrada principal, había salas de conferencias y oficinas de socios. El muro norte del vestíbulo, a la izquierda de la entrada, tenía dos salas de espera y el departamento de cambio de divisas. En la pared este del vestíbulo hexagonal, las puertas conducían a un espacio bancario rectangular flanqueado por varias oficinas. Dos ascensores y un conjunto de escaleras estaban en la esquina sureste del espacio. Los ascensores y las escaleras, así como una oficina de correspondencia en la parte trasera, no formaban parte del espacio principal a nivel del suelo. En la pared sur, encima de una chimenea de mármol, colgaba un cuadro de J.P. Morgan. Un arco en la pared trasera se abría en 15 Broad Street.

#### Pisos superiores
La superestructura está hecha de un marco de acero, pero las vigas están ocultas dentro de las paredes porque Morgan pidió que no fueran visibles. En consecuencia, los pisos superiores cuelgan de una serie de armaduras de acero de 4 m de profundidad y 30 m largo; en estas unas columnas de acero soportan las vigas dentro de las paredes. El segundo piso tenía las oficinas privadas de los socios y sus secretarios. La oficina de J.P. Morgan estaba justo encima de la entrada principal. Las oficinas del segundo piso se diseñaron con base en las preferencias de cada socio. Cada habitación tenía chimeneas y generalmente tenía decoraciones de roble inglés. Un pasillo central revestido de roble conectaba las habitaciones.
El tercer piso tenía comedores privados, una cocina y dormitorios para ejecutivos. En el cuarto estaban los cuartos de los conserjes, otras divisiones menores y un jardín en la azotea frente a la bolsa de Valores de Nueva York. El jardín de la azotea medía alrededor 7,3 por 12,8 m y podría cubrirse con un toldo, duplicando como espacio adicional para conferencias durante el invierno. El cuarto piso también tenía una pequeña peluquería. cuando 15 Broad Street se convirtió en condominios en la década de 2000, el techo de 23 Wall Street se convirtió en un jardín de 465 m² con piscina infantil y comedor, accesible a los vecinos de la urbanización.

## Historia
Drexel, Morgan & Co., encabezado por Anthony J. Drexel y J.P. Morgan, pasó a llamarse J.P. Morgan and Company tras la muerte de Drexel en 1895. A finales del siglo XIX, el banco se convirtió en una de las instituciones más influyentes de los Estados Unidos, y Morgan, uno de los financieros más poderosos del país. A principios del siglo XX siglo, el Drexel Building en Wall Street y Broad Street se había vuelto demasiado pequeño para las necesidades del banco, y Morgan quería una estructura más grande, similar a la sede del National City Bank de Nueva York en 55 Wall Street a una cuadra de distancia. Además, J.P. Morgan & Co. estaba alquilando el Drexel Building a Anthony Drexel en lugar de poseerlo por completo. El sitio de construcción fue considerado el lote más valioso de Nueva York a principios de la década de 1910. En ese momento, hubo una propuesta fallida para reemplazarlo junto con el Mills Building adyacente.

### Construcción
En febrero de 1912, varias publicaciones informaron que J.P. Morgan & Co. le había comprado a Drexel el Drexel Building. Morgan fundó una empresa para comprar la estructura, aunque en ese momento aún no estaba claro que pasaría con el sitio y el inmueble. Ese septiembre, la empresa concretó la compra del vecino edificio del Mechanics and Metals National Bank entre 29 and 33 Wall Street. En ese momento, J.P. Morgan & Co. había decidido demoler y reemplazar la estructura. El lote del Mechanics Bank, que cubre 557 m², fue valorado en 1,62 millones de dólares, mientras que el lote de 929 m² del Drexel Building lo fue en 2,7 millones de dólares. El edificio de reemplazo estaría entre los numerosos proyectos de remodelación en curso en el vecindario. A principios de 1913, el estudio de arquitectura Trowbridge & Livingston fue elegido para diseñar la nueva estructura. Aunque los documentos públicos no espedifican cómo fue seleccionado, la memoria inédita de uno de los directores de la firma, Goodhue Livingston, indica que ganaron un concurso de arquitectura.
Trowbridge & Livingston presentó sus planos para la estructura al Departamento de Edificios de la ciudad de Nueva York en febrero de 1913. Morgan murió al mes siguiente, poco antes de que comenzaran las obras de la nueva sede. Todos los ocupantes de los dos edificios recibieron la orden de desalojar antes del 1 de mayo de 1913. En esa fecha se inició la demolición de los edificios de Drexel y del Banco Nacional. Dos estatuas de mármol, una representando a la Gran Bretaña y la otra a los Estados Unidos, que durante cuarenta años estuvieron ubicadas en la entrada principal del Drexel Building, fueron trasladas a la Biblioteca Morgan para su almacenamiento, mientras que un miembro de la familia se llevó seis columnas también de mármol macizo. El sitio se despejó por completo a fines de julio de 1913 y comenzó la instalación de los cimientos. El trabajo de cimentación requirió apuntalar el Mills Building con diecinueve cilindros neumáticos, excavar el perímetro del sitio con cajones y excavar el interior del lote. Para ese noviembre, se completaron los cimientos y la superestructura había llegado al primer piso. En diciembre de 1913, J.P. (Jack) Morgan Jr., quien había sucedido a su padre como director de J.P., colocó una piedra angular ceremonial del Morgan & Co. La fachada del 23 Wall Street se completó sustancialmente en junio de 1914, cuando se retiraron los andamios protectores que rodeaban el sitio de construcción.
23 Wall Street abrió oficialmente sus puertas al público el 11 de noviembre de 1914, aunque diversas oficinas del banco se fueron mudando gradualmente a la nueva sede central a lo largo de aquel mes. El costo total de la construcción se estimó en más de 5 millones de dólares de la época, de los cuales 4 se destinaron a la adquisición de terrenos. 23 Wall Street no tenía una placa con el nombre en su fachada, en contraste con el Drexel Building, donde el nombre de la empresa había sido grabado sobre la entrada. A pesar de la falta de identificación del nombre exterior (el nombre de la empresa solo era visible dentro del vestíbulo de la entrada principal), el edificio rápidamente fue asociado con J.P. Morgan & Co.

### Principios delsigloXX
Después de que Jack Morgan financiara a los Aliados de la Primera Guerra Mundial, recibió numerosas amenazas de muerte. Para protegerlo, se apostaron detectives afuera y alrededor de 23 Wall Street durante varios meses. Según el codiseñador del edificio, Livingston, una red de alambre a través del techo desviaría cualquier misil o bomba arrojada sobre la estructura, y las gruesas paredes evitarían daños por explosiones.
El 16 de septiembree de 1920, una bomba que explotó frente al edificio dejó 38 víctimas fatales hirió a centenares de personas. La gran mayoría de las muertes y lesiones ocurrieron fuera del edificio, pero también murió un empleado de la empresa. La bomba dañó muchos de los espacios interiores del Morgan Building después de que la metralla entrara por sus grandes ventanas; el daño estimado solo al edificio se evaluó entre 500 000 y 600 000 dólares. El exterior recibió solo marcas superficiales de metralla. Desafiando a los autores del atentado, J.P. Morgan & Companyd aecidió no reparar el daño exterior. Casi medio siglo después, las marcas de viruela fueron descritas en The New York Times como "una insignia de honor".
A fines de la década de 1920, Trowbridge & Livingston diseñó 15 Broad Street, un rascacielos en forma de "L" que envolvía el 23 Wall Street por el sur y por el este. El rascacielos tenía una armadura sobre el Morgan Building. Esto fue posible porque J.P. Morgan & Co. arrendó los derechos aéreos por encima de 23 Wall Street a Equitable Trust Company, para quien se estaba el construyendo 15 Broad Street. Se colocaron vigas pesadas en el techo de 23 de Wall Street para protegerlo mientras se construía el rascacielos. Para entonces, 23 Wall Street no tenía espacio suficiente para las necesidades de J.P. Morgan & Co., de modo que en 1929 el banco arrendó un espacio en 15 Broad Street. En 1930 Trowbridge & Livingston hizo planes para una ampliación del Morgan Building. Estos requerían la construcción de cuatro habitaciones sobre un pequeño patio en la esquina sureste a un costo de 74 000 dólares. Una vez terminado, los dos pisos superiores del 23 Wall Street rodeaban esa cancha y no ocupaban toda el área del lote.

### Mediados y finales delsigloXX
Incluso después de sus expansiones de principios del siglo XX, J.P. Morgan & Co. todavía no tenía espacio para instalar todas sus instalaciones en su ubicación de Wall y Broad Street. Se alquiló espacio adicional en otros lugares, como la cafetería de los empleados, que se colocó a varias cuadras de distancia en 120 Wall Street. A finales de 1955, J.P. Morgan & Co. acordó comprar 15 Broad Street desde el Chase Manhattan Bank. Los edificios anteriormente separados se unieron en sus pisos comunes a mediados de 1957.
J.P. Morgan & Co. se convirtió en Morgan Guaranty Trust Company en 1959 tras una fusión con Guaranty Trust Company. Como parte de la consolidación de las dos empresas, el banco buscó tener su sede en un mismo edificio. Morgan Guaranty consideró construir pisos adicionales sobre 23 Wall Street, además de reemplazar ambas estructuras con una sola sede. En 1962 se inició una importante renovación en los dos edificios, para preparar su conversión en una sede de Morgan Guaranty, y se reconfiguraron los espacios interiores de 23 Wall Street. La antigua sede de Guaranty Trust Company en 140 Broadway estaba siendo demolido para dar paso al Marine Midland Bank Building, y algunos artefactos de la antigua sede fueron transportados a 23 Wall Street. Morgan Guaranty pasó oficialmente a 23 Wall Street y 15 Broad Street en febrero de 1964. Si bien algunos de los 4200 empleados se habían mudado a ambos edificios varios meses antes, el cambio de dirección no se había finalizado hasta esa fecha.
Morgan Guaranty anunció en 1985 que compraría y ocuparía por completo una torre propuesta en 60 Wall Street, un edificio más grande y moderno dos cuadras al este. Tres años más tarde, las operaciones de la empresa se trasladaron de 23 a 60 Wall Street. 23 Wall Street se renovó ampliamente en la década de 1990 como centro de capacitación y conferencias para J.P. Morgan & Co. La Bolsa de Valores de Nueva York (NYSE), la American Stock Exchange (AMEX) y J.P. Morgan & Co. consideraron un plan para crear un "supercentro" financiero en el bloque que tiene 23 Wall Street en 1992. El supercentro, que sería desarrollado por Olympia y York y diseñado por Skidmore, Owings & Merrill (SOM), habría consistido en una torre de 50 pisos sobre dos pisos con 4645 m² de área comercial. Toda la manzana habría sido demolida excepto 23 Wall Street. Después de que Olympia y York se retiraron del supercentro propuesto debido a sus propias dificultades financieras, un equipo compuesto por J.P. Morgan & Co., Lewis Rudin, Gerald D. Hines y Fred Wilpon se hicieron cargo del proyecto. La Bolsa de Nueva York se retiró del proyecto en 1993.
A fines de la década de 1990, la Bolsa de Nueva York propuso construir un piso de negociación frente a su edificio existente, en 23 Wall Street o junto a este. La NYSE quería expandirse hacia el este sobre Broad Street, cerrándola al tráfico vehicular y creando un atrio cubierto de vidrio sobre la calle. El plan suponía la demolición de casi todos los inmuebles de la manzana, con la excepción de 23 Wall Street, que se conservaría como centro de visitantes. El plan inicial para el atrio de HLW International fue ampliamente criticado, al igual que una modificación de Hugh Hardy, y la Bolsa de Nueva York finalmente abandonó la propuesta. Durante 2000, la NYSE firmó un acuerdo con los gobiernos de la ciudad de Nueva York y del estado de Nueva York para adquirir el bloque al este, demoliendo todas las estructuras excepto 23 Wall Street para dar paso a un rascacielos de 50 plantas diseñado por SOM. Después de que los ataques del 11 de septiembre de 2001 provocaran el colapso del cercano World Trade Center, la Bolsa de Nueva York mantuvo su intención de construir un parqué en el 23 Wall Street. Sin embargo, la Bolsa de Nueva York finalmente decidió no aceptar la propuesta.

### SigloXXI
23 Wall Street y los 15 Broad Street se vendieron en 2003 por 100 millones de dólares a África Israel y Boymelgreen. Los dos edificios estaban programados para convertirse en un desarrollo de condominios, "Downtown by Philippe Starck", llamado así por su diseñador Philippe Starck. Starck hizo el techo de 23 Wall Street en un jardín y piscina, accesible para los residentes en 15 Calle ancha. El interior de 23 Wall Street se iba a utilizar como espacio comercial. Más tarde ese año, el grupo sin fines de lucro Wall Street Rising convenció a los propietarios de 23 Wall Street y 15 Broad Street para iluminarlos de noche. África Israel obtuvo el control total de las propiedades en 2007. Posteriormente, utilizaron 23 Wall Street para rodajes de películas y eventos de corredores.
23 Wall Street se vendió a una sociedad del Fondo Internacional de China y el Grupo Sonangol en 2008. Permaneció desocupado durante varios años, a pesar de que sus agentes comercializaban el interior como espacio para una tienda de lujo. En 2015, se propuso un centro de entretenimiento Latitude 360 para el espacio, aunque los residentes del vecindario se opusieron firmemente al plan. Sam Pa, que se cree que es un líder clave del Fondo de Inversión de China y el Grupo Sonangol, fue arrestado el mismo año. A principios de 2016, como parte de un acuerdo sobre los 15 Broad Street, África Israel recibió la orden de completar la renovación de 23 Wall Street. Poco después, el artista Simon Birch planeó realizar una exposición de arte temporal en el espacio no utilizado, pero la muestra se pospuso y finalmente se canceló debido a la falta de fondos.
Jack Terzi de JTRE Holdings contratado para comprar 23 Wall Street en agosto de 2016 por 140 millones de dólares. Ese diciembre, Terzi comenzó a negociar con el minorista de ropa Uniqlo, que quería arrendar 9290 m², aunque las negociaciones de arrendamiento se estancaron varios meses después. Después de varios meses, la venta aún no se había concretado, lo que llevó a Terzi a demandar a Sonangol a fines de 2017. Terzi se había negado a realizar un pago inicial porque Sonangol no garantizaba que Pa no recibiría nada del dinero. En 2018, se denegó la solicitud de Sonangol de desestimar la demanda y la cadena de fitness Blink Fitness firmó un contrato de arrendamiento de 185 806 dm² en el sótano. Como parte de un acuerdo judicial en enero de 2020, Terzi arrendó el edificio por 99 años a Sonangol, en lugar de comprarlo. A Terzi se le había otorgado un período de alquiler gratuito pero, en septiembre de 2021, Sonangol afirmó que Terzi no había cumplido con su contrato de arrendamiento.

## Impacto

### Recepción de la crítica
Tras su finalización, el diseño de 23 Wall Street fue generalmente elogiado. La revista Architecture escribió, "así que ahora en Morgan Banking House, han establecido un nuevo y alto estándar de excelencia artística y práctica para los bancos privados". El Registro y Guía de Bienes Raíces comparó 23 Wall Street al Partenón de Atenas, mientras que The Wall Street Journal dijo que el diseño "da una impresionante masividad, fuerza y belleza al edificio". El escritor de arquitectura Robert A. M. Stern escribió posteriormente que "su clasicismo simplificado era una expresión perfecta de la personalidad pública" de J.P. morgan. Un consultor de historia y archivos para J.P. Morgan & Co. estuvo de acuerdo con Stern y dijo que el diseño era un "reflejo completo de la personalidad de Pierpont Morgan".
El diseño sencillo de 23 Wall Street se convirtió en una característica definitoria de su arquitectura. Durante la construcción, el ingeniero consultor W. MI. S. Strong había predicho que sería una "estructura simple y masiva que tendrá un aspecto muy imponente". The Sun dijo que "no se ha hecho ningún intento en la planificación del nuevo edificio para producir una estructura elaborada u ornamentada". La revista Time escribió en 1923 que, incluso cuando estructuras como la Bolsa de Valores de Nueva York y la Cámara de Comercio "sienten que es necesario etiquetarse a sí mismos claramente en beneficio del hombre de la calle", 23 Wall Street no estaba etiquetada con ningún letrero con el nombre, solo con su dirección. Un escritor de The New York Times en 1930 escribió que 23 Wall Street "es impresionante por su dignidad, sencillez y baja altura", caracterizándolo como uno de "los grandes pequeños edificios de Wall Street" junto con el edificio de la Bolsa de Valores de Nueva York, el Federal Hall y la Iglesia de la Trinidad. Sin embargo, el Times también describió posteriormente 23 Wall Street como un "edificio gris de cinco pisos poco impresionante".

### Designaciones de puntos de referencia
La Comisión de Preservación de Monumentos Históricos de la Ciudad de Nueva York designó el exterior del 23 Wall Street como un hito el 21 de diciembre de 1965. Fue uno de los primeros hitos designados por el LPC en Manhattan. Posteriormente, se incluyó en el Registro Nacional de Lugares Históricos en 1972. En 2007, fue designado como propiedad contribuyente al distrito histórico de Wall Street, un distrito NRHP.

### Representaciones de los medios
23 Wall Street ha sido representado en obras en diferentes medios. Poco después de su finalización, fue retratado en la fotografía Wall Street (1915) de Paul Strand. El Museo Whitney de Arte Americano describió la fotografía, tomada de Federal Hall, como notable por "patrones y estructuras formales abstractos". El edificio se ha utilizado para rodajes de películas, como para la película de 2012 The Dark Knight Rises, donde representaba la bolsa de valores ficticia de Gotham City. Parte de la película Teenage Mutant Ninja Turtles de 2014 también se filmó en 23 Wall Street.